# 기독자유민주당
기독자유민주당(基督自由民主黨, 영어: Christian Liberal Democratic Party)은 대한민국의 극우 기독교 정당이다. 2011년 9월 20일 서울 한국교회100주년기념관에서 창당대회를 열고, 김충립을 당대표로 선출하였다.

## 역사
대한민국의 기독교 정당 운동은 2004년 총선부터 시작됐다. 2004년 조용기, 김기수, 김준곤 목사 등이 참여한 한국기독당은 17대 총선에서 1.1% 득표를 기록했다. 2008년 전광훈 목사가 주도한 기독사랑실천당은 비례대표 의석에 필요한 최소 득표율 3%에 0.41% 못 미친 2.59%(약 45만 표)의 지지를 얻었다.
김충립을 대표자로 대한기독당 창당준비위원회가 2011년 3월 22일 중앙선거관리위원회에 결성신고를 했다. 그리고 9월 2일에는 기자회견을 통해 창당 취지를 밝히고 강령, 정강 정책을 공개하는 등 본격적인 창당작업을 시작하였으며, 2011년 9월 26일 중앙선거관리위원회에 정식 등록을 했다. 12월 8일 기독사랑실천당과 합당선언을 발표했다. 이후 합의가 파기되었으나 다시 합의하여 2012년 3월 21일 합당하고, 기독당으로 약칭을 바꿨다. 2012년 4월 11일에 실시된 제19대 총선 결과, 지역구와 비례대표 모두에서 의석 획득에 실패하였고, 정당지지율 득표에서도 등록취소요건 2%미만인 1.2%를 얻어 정당 등록이 취소되었다.

## 비판
기독자유민주당 창당에 대해 기독교계 내에서도 비판이 제기되고 있다. 미래목회자포럼은 9월 2일 기자회견을 통해 “기독교 정당 출현은 2004년과 2008년 두 차례에 걸쳐 도전했지만 참담하게 실패하며, 그런 방식의 정당의 출현은 이미 통하지 않음을 보여주었다”고 규정하고, 현 정치 체제 하에서는 "교회가 최선으로 생각하는 정책 실현을 위해 기존 제도권의 특정 정당과 사안별 선택적으로 연대하는 참여의 방식이 바람직하다.”며,“교회는 정당을 만드는 것보다 교회와 기독교 시민단체나 기관을 통해 기독교 세계관으로 무장한 인재들을 민족과 역사 앞에 내어놓는 것이 시급하다.”고 밝혔다.
또한 현재 기독교 정당을 추진하는 인물들의 도덕성과 자질 문제, 정강·정책에 있어서의 이념 편향과 시대착오로 기독교 정당이 성공하기 어렵다는 평가도 있다. “종교가 세상에 대해 관심을 갖고 올바른 가치를 구현하는 해야겠지만, 정의와 평화, 생명살림, 우리 사회의 화해와 관용의 문제에 기초하지 않고, "좌파 척결"이니 "특정 종교를 가진 사람을 선호하는 발언"은 "이웃을 사랑하고 세상을 위해 희생과 봉사로 자신의 도덕적 권위의 정당성을 인정받아야 할 종교인으로서는 바람직하지 않다.”는 비판을 받기도 했다.

## 역대 선거 현황

### 국회의원 선거
|  | 0% |

|  | 1.20% |

|  | 0% |

## 같이 보기
- 기독자유당
- 대한민국의 종교정당